# Sitowo (Walim)
Sitowo (do 1945 r. niem. Binkerfeld) – nieoficjalna osada wsi Walim położona w Polsce, w województwie dolnośląskim, w powiecie wałbrzyskim, w gminie Walim.

## Położenie
Sitowo to mała osada leżąca w Górach Sowich, na obrzeżu Parku Krajobrazowego Gór Sowich, we wschodniej części Walimia, na wschodnim stoku wzniesienia Brzeźnik, na północny wschód od Domachowa, na wysokości około 610–620 m n.p.m.

## Podział administracyjny
W latach 1975–1998 miejscowość należała administracyjnie do województwa wałbrzyskiego. Administracyjnie miejscowość jest wliczana w powierzchnię Walimia.

## Historia
Sitowo powstało na przełomie XIX i XX wieku jako samotne gospodarstwo rolne. W późniejszych latach poniżej wzniesiono jeszcze jeden dom. Stan taki utrzymuje się do dziś z tym, że nazwa osady już zupełnie wyszła z użycia. W 1910 i 1933 roku miejscowość liczyła 11 mieszkańców.